# Temporada de caza
Temporada de caza es una película argentina dramática de 2017 escrita y dirigida por Natalia Garagiola. Se trata de su ópera prima tras la creación de varios cortometrajes.

## Producción
El proyecto nace en 2013, mientras la directora estrenaba en festivales los distintos cortometrajes que le valieron cierto prestigio en el ámbito cinematográfico (uno de sus cortometrajes se estrenó en el Festival de Cannes). El rodaje de la película se realizó dos años después en San Martín de los Andes, entre 2015 y 2016.
La cinta recibió apoyo del Cine en Construcción del festival de Toulouse destinado a producciones latinoamericanas y del World Cinema Fund de Alemania otorgó 30.000 euros en calidad de financiación.

## Sinopsis
Un adolescente con conductas agresivas y violentas se ve obligado, tras el fallecimiento de su madre, a pasar unos meses con su padre biológico en los bosques de la Patagonia. Su padre, a quien no ha visto desde hace diez años, es cazador y tiene otra familia. En San Martín de los Andes, el lugar donde reside su padre, deberá confrontar su propia capacidad tanto para amar como para matar.

## Elenco
Germán Palacios
Lautaro Bettoni
Boy Olmi
Rita Pauls
Pilar Benítez Vivart

### Resto del elenco por orden alfabético
Alejandro Aviñon (Hugo Marotta)
Borja Catalán 
Carlos Joaquín Vidal Domínguez (Saralegui)
Carlos Pérez Fernández (El Puma)
Catalina Díaz (Cata)
Catalina Roveda (Cata)
Diana Szeinblum (Madre Nahuel)
Emanuel Fuentes (Lucio)
Emilia Wendt (Emi)
Fabricio Fazzini (Fabri)
Francisco Argiz (Tobe)
Franco Bárbaro (Tomás)
Gabriel Shattanek (Eugenio)
Germán Dallegri (Gendarme)
Héctor Reviriego (Austríaco)
Iole Carpi (Austríaca)
Kevin Aviñon(Kevin Marotta)
Leonardo Maresca (Luis)
Lucas Battioli (Lucas)
Luciana MacKinley (Lu)
Malena Browne (Male)
Marcelo Guerrina (El Chileno)
Mariano Tenaglia (Director)
Nicolás Nacher (Nico)
Nina Toscano Benítez (Nina)
Nuria Castañeda (Nuri)
Renato Eloy Seri (Renato)
Richard Noguera (Richi)
Ronja Wendt (Ronja)
Salvador Pusineri (Salvador)
Santiago Ciro (Santi)
Triana Almada Moza
Valeria Luengo (Vale)
Verónica Koziura (Madre Tomás)

## Premios y nominaciones

### Participación en festivales de cine
| Festival                  | Fecha de evento                         | Categoría            | Premio   |       |
| ------------------------- | --------------------------------------- | -------------------- | -------- | ----- |
| Festival de Venecia       | 30 de agosto al 9 de septiembre de 2017 | Semana de la Crítica | Nominado | [ 4 ] |
| Festival de Venecia       | 30 de agosto al 9 de septiembre de 2017 | Premio del público   | Ganador  | [ 5 ] |
| Festival de San Sebastián | 22 al 30 de septiembre de 2017          | Horizontes Latinos   | Nominado | [ 6 ] |

### Premios Sur
Dichos premios serán entregados por la Academia de las Artes y Ciencias Cinematográficas de la Argentina en marzo de 2018.
| Año  | Categoría              | Candidato         | Resultado |
| ---- | ---------------------- | ----------------- | --------- |
| 2017 | Mejor ópera prima      | Temporada de caza | Nominado  |
| 2017 | Mejor actor revelación | Lautaro Bettoni   | Ganador   |

### Premios Cóndor de Plata
Dichos premios serán entregados por la Asociación de Cronistas Cinematográficos de la Argentina en  2018.
| Año  | Categoría                  | Candidato                          | Resultado |
| ---- | -------------------------- | ---------------------------------- | --------- |
| 2018 | Mejor Ópera Prima          | Temporada de caza                  | Nominado  |
| 2018 | Mejor Actor                | Germán Palacios                    | Nominado  |
| 2018 | Mejor Revelación Masculina | Lautaro Bettoni                    | Ganador   |
| 2018 | Mejor Guion Original       | Natalia Garagiola                  | Nominado  |
| 2018 | Mejor Fotografía           | Fernando Lockett                   | Nominado  |
| 2018 | Mejor Montaje              | Gonzalo Tobal                      | Nominado  |
| 2018 | Mejor Sonido               | Santiago Fumagalli Roberto Mignone | Nominado  |